# 伯明翰運動
伯明翰运动是美国南方基督教领袖会议于1963年初在伯明翰領導的一场非裔美国人民權运动。
20世纪60年代初，伯明翰依然實施种族隔离。1963年，伯明翰爆發了抗议活动，有人向商界领袖施压，要求企業向所有种族的人开放就业机会，并结束公共場合、餐馆、学校和商店中的种族隔离现象。後來南方基督教领袖会议加入抗議行列。運動組織方還讓學生參與抗議活動。
伯明翰當局至少逮捕了一千人，同時警察還用高压水槍朝圍觀的儿童和旁观者噴射。
全世界通过媒体了解到伯明翰运动，並且進一步關注美國南部的种族隔离問題。最終伯明翰政府修改了歧視黑人的法規。